# جمیله سروری
جمیله سروری (زاده ‎۱۷ اسفند ۱۳۲۸) ورزشکار رشته ژیمناستیک اهل ایران است. وی در ۱۴ سالگی در بازی‌های المپیک تابستانی ۱۹۶۴ شرکت کرد. جمیله سروری با ۱۴ سال سن در زمان المپیک ۱۹۶۴ توکیو، در تاریخ ورزش ایران جوان‌ترین ورزشکاری است که تاکنون در بازی‌های المپیک شرکت کرده است.
وی با ۱۴ سال و ۲۲۶ روز، جوان‌ترین ژیمناست حاضر در المپیک توکیو بود و بین ۸۳ نفری که همگی از او بزرگتر بودند، در رده هشتاد و دوم قرار گرفت. خانم ویه‌را مربی‌اش بود، اما جمیله را بدون مربی راهی توکیو کردند. جمیله ۲۵ روزی که در توکیو بود را با تیم ملی چکسلواکی تمرین کرد که نشان طلای بازی ها نیز نصیب ورا کاسلاوچکا از همین کشور شد که از افسانه‌های تاریخ ژیمناستیک است. جمیله پس از ورود به توکیو و مشاهده عظمت و امکانات سالن ژیمناستیک توکیو، متروپولیتن جیمناسیوم، از ترس و تنهایی مریض شد و دو روز بستری بود.
او جزو نخستین گروه مربیان ژیمناستیک زنان بود و با چند تیم به رقابت‌های خارجی هم رفت. پس از آن وارد آموزش و پرورش شد و ۱۱ سال مربی مدارس بود. پس از آن به سوئد رفت، اما سال ۶۷ دوباره به ایران بازگشت و رئیس کمیته داوران و سرپرست کمیته مسابقه‌ها شد. زمانی که ژیمناستیک انجمن داشت، وی مسئول انجمن بود و بعد دبیر اجرایی ژیمناستیک زنان شد و بالاخره به نایب رئیسی فدراسیون ژیمناستیک زنان رسید و تا مرداد ۹۶ هم این سمت را برعهده داشت. آرزوی او این است که لباس زنان ژیمناستیک ایران تأیید شود و دختران ایرانی بتوانند در مسابقات بین‌المللی این رشته شرکت کنند.